# Lominchar
Lominchar település Spanyolországban, Toledo tartományban. Lominchar Palomeque, Cedillo del Condado, Recas és Chozas de Canales községekkel határos. Lakosainak száma 2815 fő (2024).

## Népesség
A település népessége az utóbbi években az alábbiak szerint változott:
| Lakosok száma | 1236 | 1397 | 1530 | 1865 | 2369 | 2365 | 2369 | 2387 | 2510 | 2815 |
|               | 2001 | 2004 | 2007 | 2009 | 2012 | 2014 | 2017 | 2019 | 2022 | 2024 |